# Tortyra spectabilis
Tortyra spectabilis là một loài bướm đêm thuộc họ Choreutidae. Nó được tìm thấy ở Brasil và Costa Rica.